# Krista Errickson
Krista Ann Errickson (Abington (Pennsylvania), 8 mei 1964) is een Amerikaanse actrice, filmproducent en journaliste.

## Biografie
Errickson is een kleindochter van Broadway-decormaker Jo Mielziner. Mielziner heeft over de tweehonderd producties begeleid. 
Errickson heeft haar Bachelor of Arts gehaald in politicologie en heeft haar master gehaald in 2008 in Islamitische wetenschap op de universiteit van Wales in Lampeter. 
Errickson begon in 1979 met acteren in de televisieserie Diff'rent Strokes. Hierna heeft ze rollen gespeeld in televisieseries en films zoals Hello, Larry (1979-1980), Tour of Duty (1989) en Beverly Hills, 90210 (1992). In 1994 acteerde ze voor het laatst.

## Media-carrière
In 1995 begon ze een nieuwe carrière als journaliste voor radiotelevisione Italiana Channel 1. Hierna ging ze werken voor het eerste commerciële radiostation in Italië. Ook ging zij werken voor het eerste commerciële televisiestation in Italië, Rai Italia en Rai Extra. Voor haar werk heeft ze in 1995 een prijs gewonnen genaamd Beste Jonge Journalist (Giovane Personalità). Zij versloeg vooral politieke situaties in het Midden-Oosten, zij was de eerste vrouwelijke journalist die sjeik Hassan Nasrallah interviewde voor een documentaire. Voor CBS en Discovery Channel was zij uitvoerend producent voor een aantal controversiële programma's zoals The Mysterious Man of the Shroud (1997), Inside the Vatican en The Genetic Revolution (1998). Zij won de Boccaccio Award voor televisieprogramma van het jaar en de Pasolini Award en de Film Advisory Board Award voor Beste Documentaire. Errickson bleef hierna actief in de media, ook als filmproducent voor GRB Productions, GA & A Productions, Capmar Productions en DocLab Productions. Deze maatschappijen maken tv-programma's voor kabeltelevisie zoals Discovery Channel en CBC. 
Errickson werkte ook als agent voor de CIA tot 2008 in Pakistan en Afghanistan, wat resulteerde in de bevrijding van een Italiaanse journalist uit de handen van de Taliban in 2007. Ook hielp ze mee in 2008 om politieke gevangenen te bevrijden in Teheran voordat ze ter dood werden gebracht. Dit werd uitvoerig beschreven in de The New York Times. Voor haar werk in Iran kreeg ze de Filippo Mazzei Award. Errickson werkt nu als freelance journaliste voor verschillende dagbladen en zij is een vaste schrijfster voor la Repubblica in Italië.

## Privé
Errickson was getrouwd met de journalist en filmproducent van RAI International Piero Di Pasquale van 1990 t/m 2004. Zij is lid van de International Press Association, dat de belangen behartigt van journalisten over de wereld en van de The Daniel Pearl Foundation.

## Filmografie[3]

### Films
- 1994 The Paper Boy – als Diana
- 1994 Jailbait – als Merci Cooper
- 1993 Martial Outlaw – als Lori White
- 1992 Killer Image – als Shelley
- 1989 Mortal Passions – als Emily
- 1983 The Best of Times – als Robin Dupree
- 1983 Deadly Lessons – als Tember
- 1982 Jekyll and Hyde… Together Again – als Ivy
- 1982 The First Time – als Lisa
- 1980 Little Darlings – als Cinder

### Televisieseries
Uitgezonderd eenmalige gastrollen.
- 1992 Beverly Hills, 90210 – als Maggie – 3 afl.
- 1989 Tour of Duty - als Stacy Bridger - 2 afl.
- 1979 – 1980 Hello, Larry – als Diana Alder – 26 afl.
- 1979 Diff'rent Strokes – als Diana Alder – 4 afl.

### Filmpoducent
- 1997 The Mysterious Man of the Shroud – tv-documentaire

- Biblioteca Nacional de España: XX1737414
- Bibliothèque nationale de France: cb14045893s (data)
- Gemeinsame Normdatei: 1262359651
- International Standard Name Identifier: 0000 0003 6730 145X
- Library of Congress Control Number: no2016164580
- Virtual International Authority File: 232582453
- WorldCat: E39PBJmHJqh7W3t3fwq9689CcP